# Manuel Fernandes Nobre
Manuel Fernandes Nobre foi um militar português.

## Biografia
Há, possivelmente, em Portugal, várias famílias de apelido Nobre, originário de alcunha.

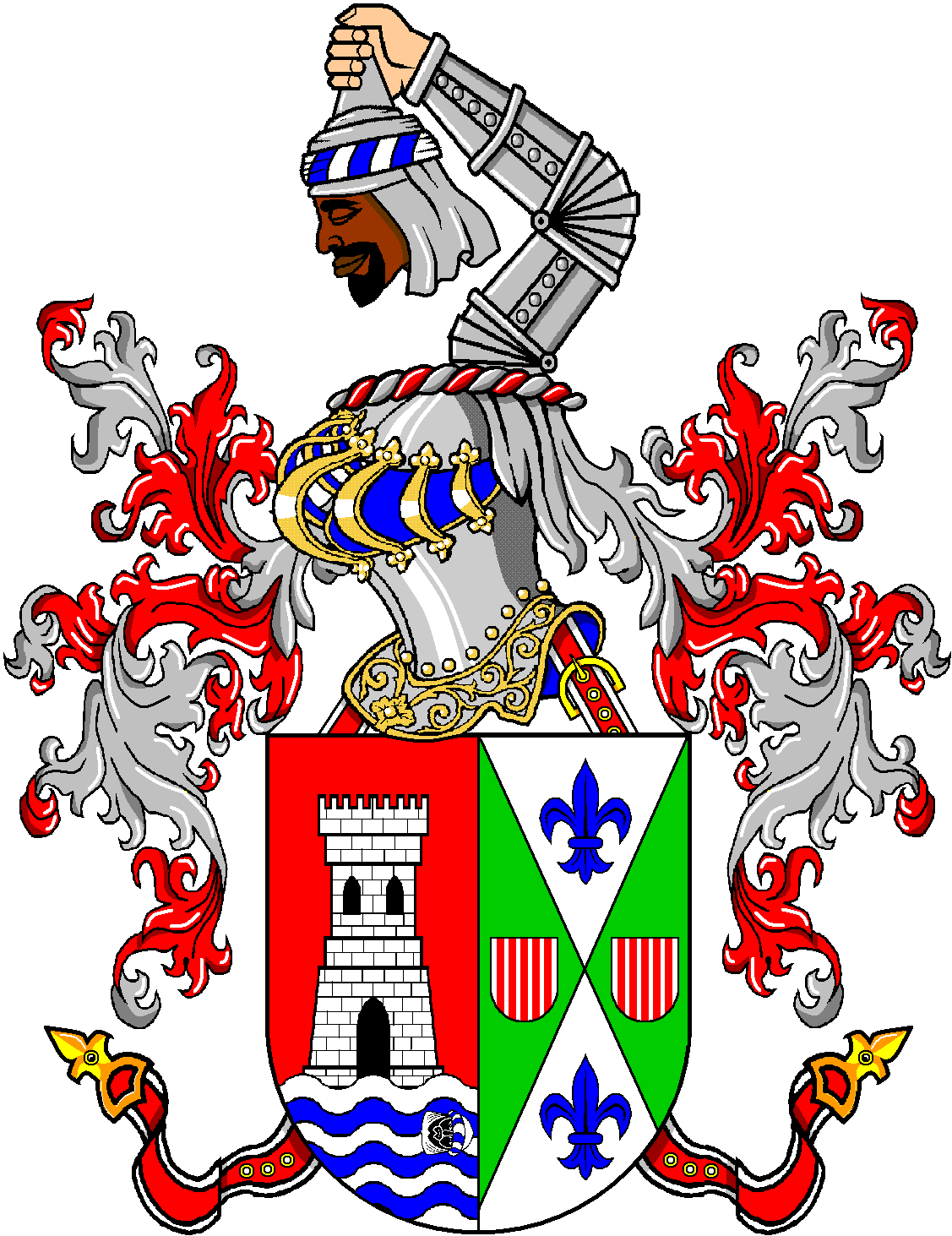
Armas de Manuel Nobre Canelas (1671)

Em Tavira houve uma família Nobre, que se diz ter começado em Manuel Fernandes, que serviu esforçadamente em África, onde mostrou grande ousadia na tomada duma Praça, dizendo o Rei, ao saber a nova: "Nobre foi o feito.". Casou e teve descendência. Daqui se teriam originado o apelido e as Armas alusivas ao facto. Estas Armas foram usadas pelos Nobre de Tavira, de que se passou Carta de Sucessão a 27 de Junho de 1671 ao Capitão Manuel Nobre Canelas , seu bisneto.
As Armas dos Nobre são as seguintes: em campo de vermelho, com uma torre de prata, lavrada de negro, assente num rio de prata, aguado de azul, a torre acompanhada, à esquerda, duma cabeça de Mouro, toucada de prata e de azul, boiando sobre a água; timbre: um braço armado de prata, com a mão de carnação, com a cabeça de Mouro do escudo pendurada pelos cabelos.